# 登基會議

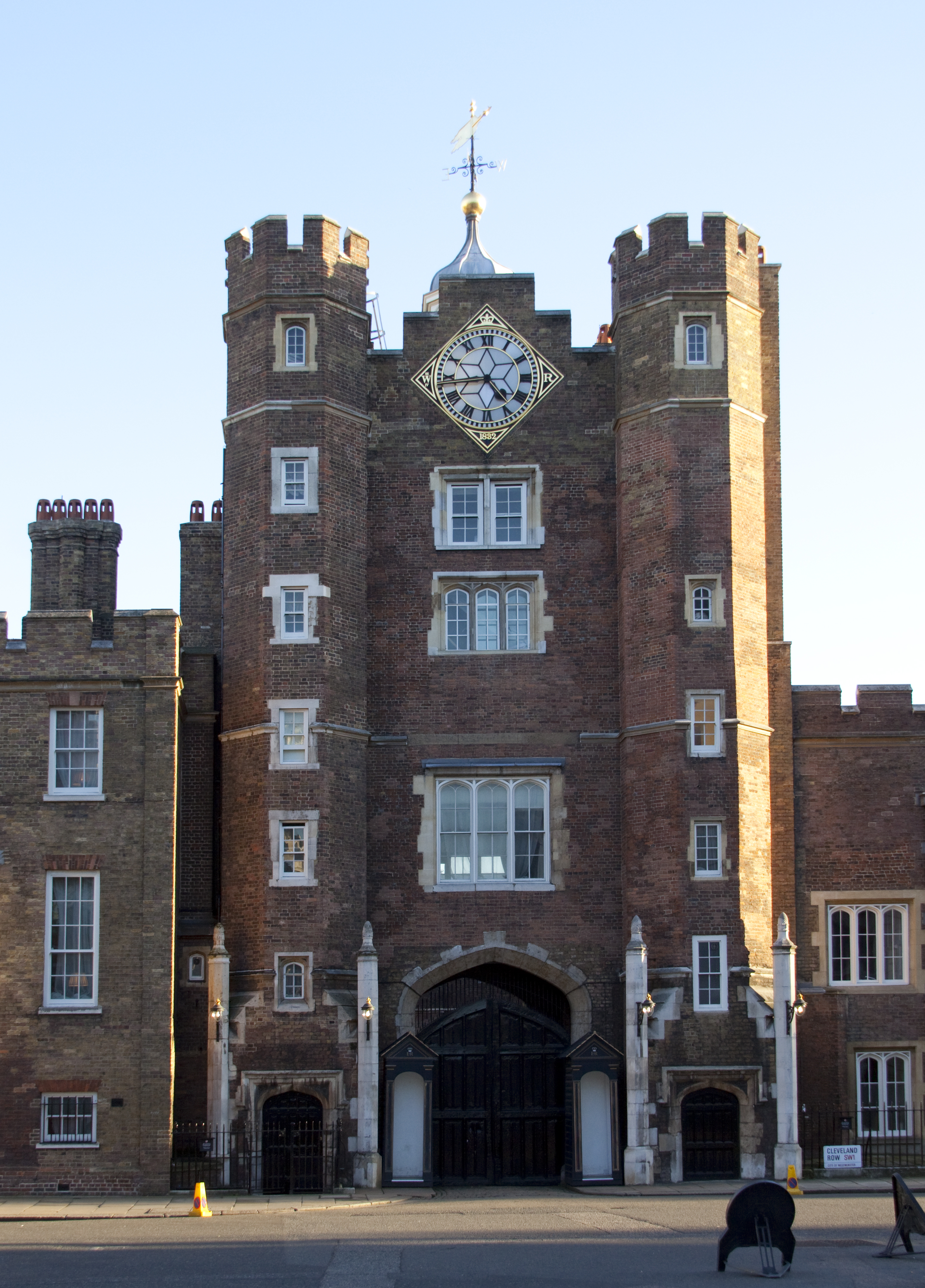
位於倫敦的聖詹姆士宮，登基會議在此召開

登基會議（英語：Accession Council）是英國的一個儀式性機構，負責在君主去世後於倫敦的聖詹姆士宮召開會議，並正式宣佈繼任君主即位的聲明。根據《1701年嗣位法令》的規定，王位繼承人實際上會自動繼承英國王位；登基會議僅用以確認新君主的身份，並宣佈其將使用的尊號。君主和其他與會人士會在會議中簽署並為登基相關文件蓋上國璽。
自1603年登基的英格蘭國王詹姆士一世至今的每一位英國君主都有得到登基會議的確認。

## 組成
登基會議的上半部分由樞密院議長主持，並由英國樞密院部分顧問官、國務重臣、倫敦金融城市長、倫敦市參事會的部分參事，以及大英國協王國派駐英國的高級專員等人組成；另外也會有來自政府的資深公務員和其他人士獲邀出席。登基會議的下半部分則只有樞密院顧問官可以出席。

## 登基文告

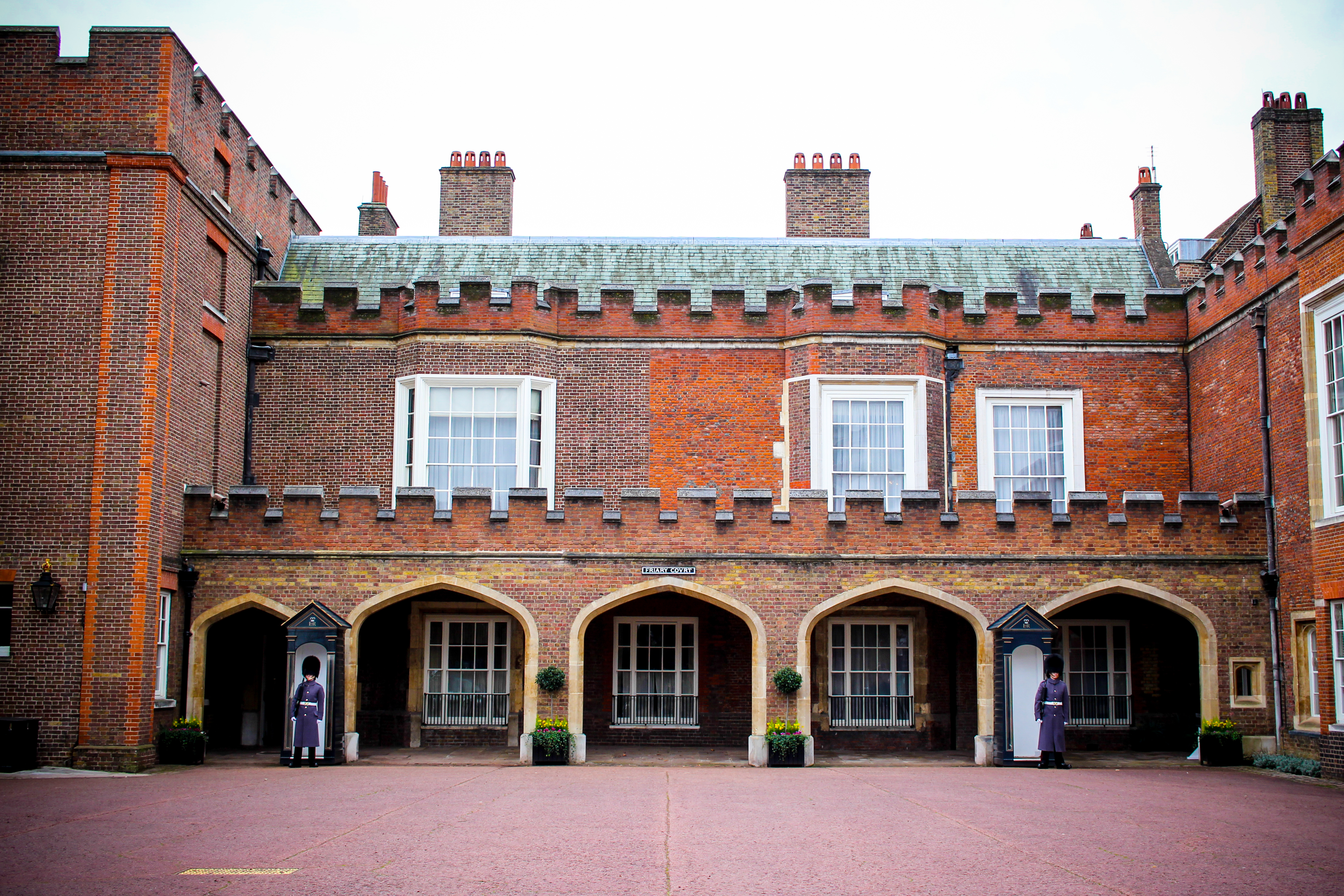
聖詹姆士宮內的修士庭和位處其上方的宣詔台，登基文告按傳統會在此處舉行第一次宣讀儀式

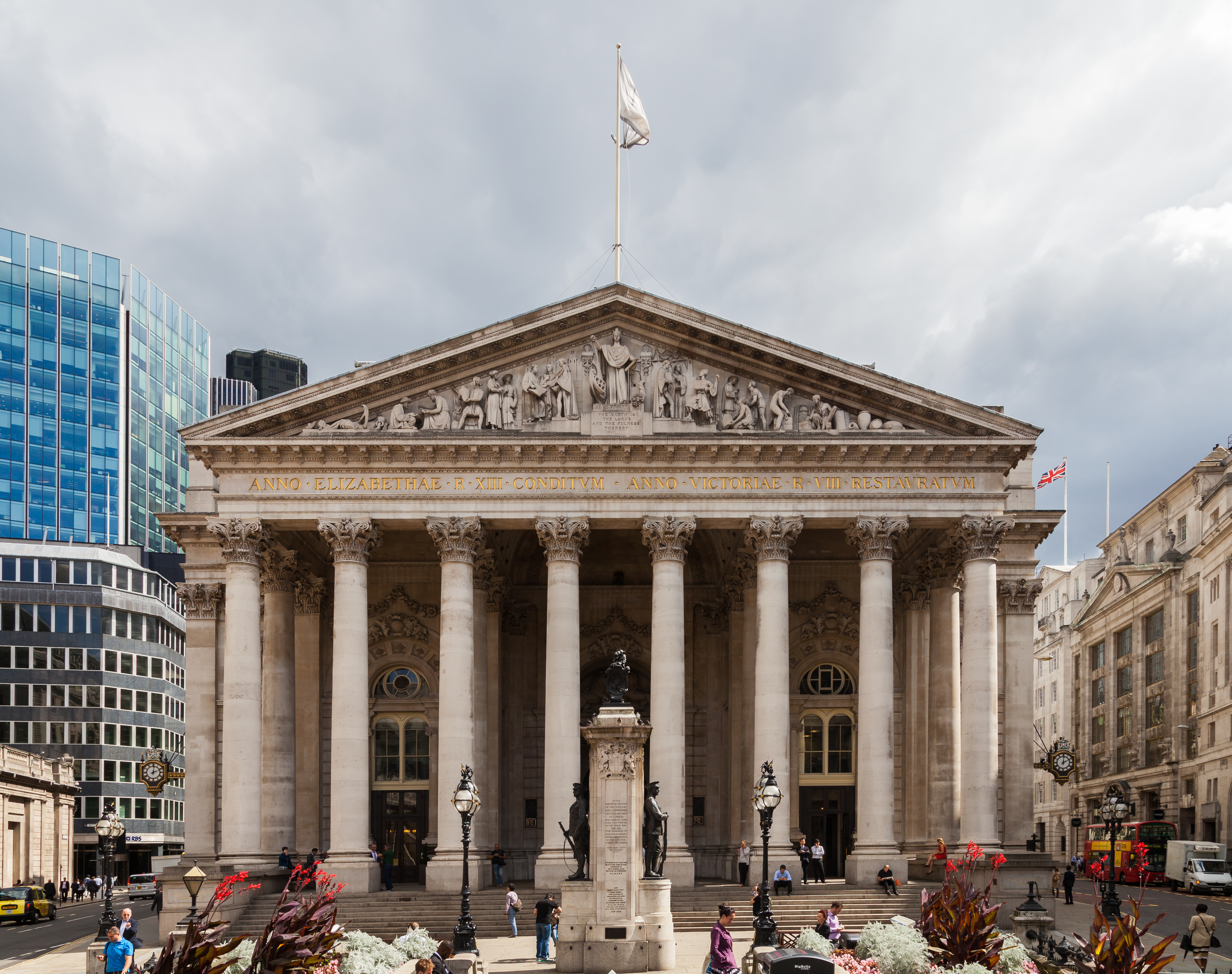
登基文告的最後一次官方宣讀儀式會在皇家交易所外的台階上舉行

登基會議會在會議的上半部分發佈一份登基文告，主要用以確認王位繼承人的身份，且會由所有與會的樞密院顧問官簽署。最近一次發表登基文告是2022年，於英女王伊莉莎白二世逝世後確認時任王儲威爾斯親王查爾斯王子將繼任為英國國王，全文如下：
全能上帝已按其聖意，恩召吾等蒙福且光榮之女王伊莉莎白二世。因其崩殂，大不列顛暨北愛爾蘭聯合王國之王位唯一且合法地歸於查爾斯·菲利普·亞瑟·喬治王子：
是以吾等本國靈職與俗職上議院議員及下議院議員，會同先女王陛下樞密院之其他成員、本國及各屬地之代表、倫敦市議員及市民等，同聲、同話、同心在此莊嚴宣告：查爾斯·菲利普·亞瑟·喬治王子，繼承大行君主之美好名聲，成為吾等唯一合法且正當之君主——查爾斯三世，蒙上帝恩典為大不列顛暨北愛爾蘭聯合王國與其他王國及屬地國王、大英國協元首、信仰捍衛者，由吾等胸懷謙卑之情感信仰並服從；懇求國王與女王所憑而治之上帝保佑國王陛下，在漫長而幸福之歲月中統御吾等。
二〇二二年九月十日頒布於聖詹姆士宮。

天佑國王
歷任君主的登基文告均大致相同，但仍會按需要修改部分內容。英女王維多利亞的登基文告根據《1830年攝政法令》的條文加入了保留前任國王威廉四世與王后薩克森-邁寧根的阿德萊德所生的子嗣繼位的權利。另外，由於英王愛德華八世為退位而非去世，其繼任者英王喬治六世的版本則因而修改了部分字眼。在英女王維多利亞在位期間，她廢除了不列顛東印度公司對英屬印度的行政權力，並獲得了印度女皇的頭銜；隨後繼位的英王愛德華七世、喬治五世、愛德華八世和喬治六世的登基文告均在頭銜的最後加入印度皇帝頭銜，直到英屬印度在英王喬治六世統治期間脫離英國殖民統治獨立為止。英王查爾斯三世的登基文告則第一次加入了下議院議員。
著名的「國王駕崩，國王萬歲！」宣言實際上來源自法國王室，而非英國正式登基文告的一部分。
登基文告會在英國全國各地進行宣讀儀式。按照慣例，文告會先在聖詹姆士宮修士庭上方的宣詔台由隸屬於紋章院的傳令官宣讀；其後會在倫敦各處繼續宣讀登基文告，最後則會在倫敦金融城市長在場見證下於皇家交易所門外宣讀。其後會有民間自行組織的宣讀儀式，包括會在愛丁堡議會廣場的市集十字遺址由萊昂紋章院的傳令官宣讀。2022年，英王查爾斯三世登基文告的宣讀儀式首次通過電視直播，但只包括了聖詹姆士宮和皇家交易所的兩次儀式。

## 宣誓
根據《1707年聯合法令》的規定，英國君主須在繼位時宣誓「保持和維護」蘇格蘭教會，宣誓儀式一般會在登基會議的下半部分進行。在君主於登基會議宣誓完畢後，嘉德首席紋章官會隨即前往俯瞰修士庭的宣詔台宣佈新君主即位。
英女王伊莉莎白二世在其父英王喬治六世去世後、繼承王位時身在肯亞進行訪問，登基會議因此曾兩次召開，第一次（上半部分）是為了發佈登基文告，第二次（下半部分）則在女王回到英國後再次召開，以讓她可以在會議上進行宣誓儀式。

## 歷次登基會議
自英女王維多利亞以來的登基會議和登基文告宣讀儀式如下：
| 繼位君主           | 前任君主去世或退位日期         | 登基會議舉行日期                                                            | 登基文告首次宣讀日期          |
| ------------------ | ------------------------------ | --------------------------------------------------------------------------- | ----------------------------- |
| 英女王維多利亞     | 1837年6月20日（星期二）02:00   | 1837年6月20日（星期二）11:00                                                | 1837年6月21日（星期三）10:00  |
| 英王愛德華七世     | 1901年1月22日（星期二）18:30   | 1901年1月23日（星期三）14:00                                                | 1901年1月24日（星期四）09:00  |
| 英王喬治五世       | 1910年5月6日（星期五）23:45    | 1910年5月7日（星期六）16:00                                                 | 1910年5月9日（星期一）09:00   |
| 英王愛德華八世     | 1936年1月20日（星期一）23:55   | 1936年1月21日（星期二）16:00                                                | 1936年1月22日（星期三）10:00  |
| 英王喬治六世       | 1936年12月11日（星期五）14:00  | 1936年12月12日（星期六）11:00                                               | 1936年12月12日（星期六）15:00 |
| 英女王伊莉莎白二世 | 1952年2月6日（星期三）早晨時分 | 第一部分：1952年2月6日（星期三）17:00 第二部分：1952年2月8日（星期五）10:00 | 1952年2月8日（星期五）11:00   |
| 英王查爾斯三世     | 2022年9月8日（星期四）15:10    | 2022年9月10日（星期六）10:00                                                | 2022年9月10日（星期六）11:00  |